# Les Halles (stanice metra v Paříži)

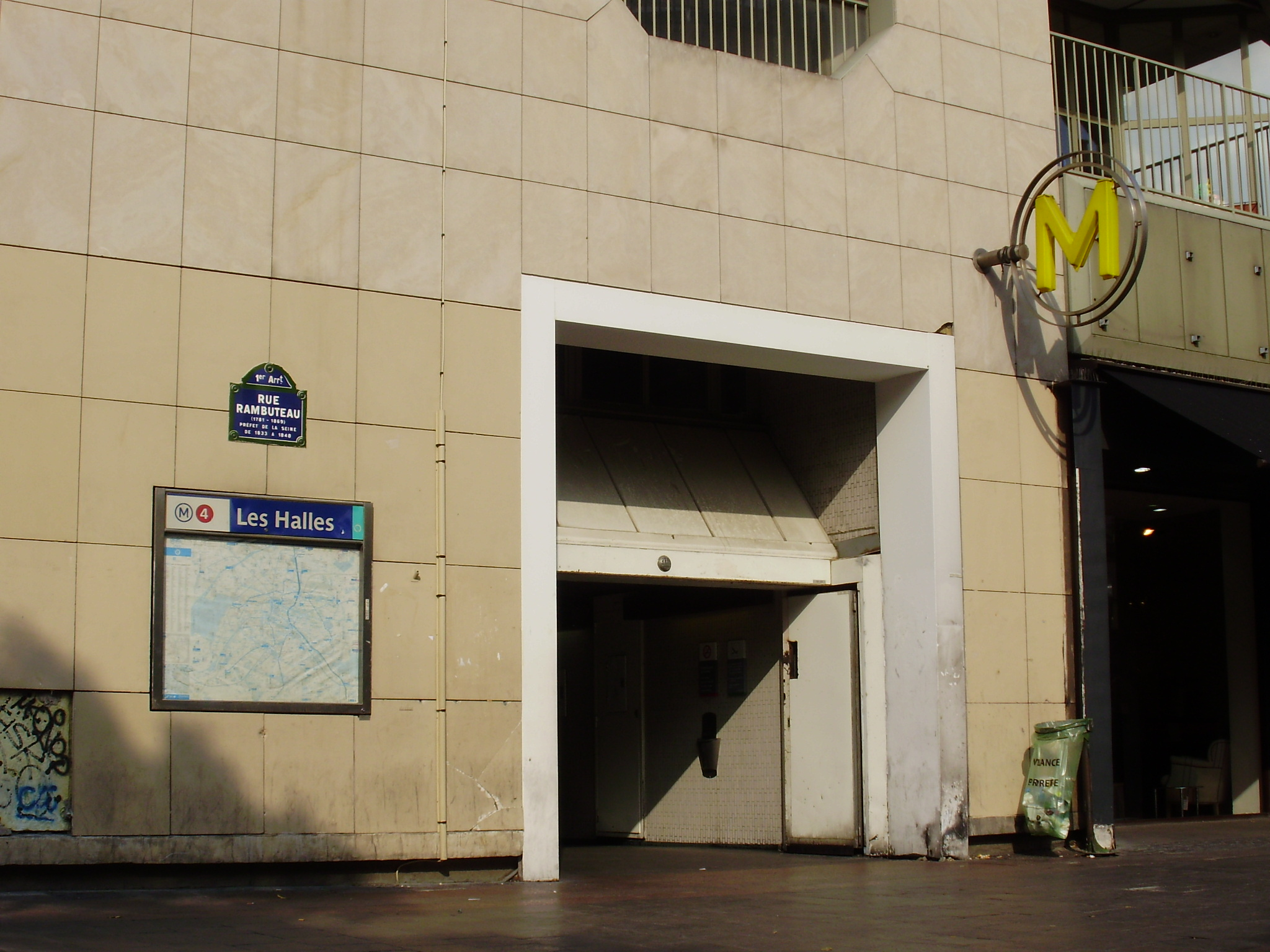
Vstup do stanice

Les Halles je stanice pařížského metra na lince 4, kde je možné přestoupit na linky RER A, B a D. Nachází se v 1. obvodu v Paříži pod obchodním centrem Forum des Halles. V roce 2004 byla s 12,63 milióny cestujících dvanáctou nejrušnější stanicí zdejšího metra.

## Historie
Stanice byla otevřena 27. dubna 1908 v rámci zprovoznění prvního úseku linky mezi stanicemi Porte de Clignancourt a Châtelet. 3. října 1977 byl otevřen přestup na síť RER. Z tohoto důvodu musela být stanice posunuta asi deset metrů na východ, aby se lépe přestupovalo na nově vybudovanou stanici Châtelet – Les Halles.

## Název
Jméno stanice (česky haly) znamená budovy na tržnici a je odvozeno od současného názvu pařížské čtvrtě Les Halles. Na tomto místě existoval trh již ve středověku a v letech 1852–1870 zde byla vybudována rozsáhlá tržnice, o které píše Émile Zola ve svém románu Břicho Paříže.

## Zajímavosti v okolí
- Forum des Halles
- Kostel Saint-Eustache